# Pakostov
Pakostov (in ungherese Zemplénpálhegy, in tedesco Packersberg) è un comune della Slovacchia facente parte del distretto di Humenné, nella regione di Prešov.